# Пендерграсс (Джорджія)
Пендерграсс (англ. Pendergrass) — місто (англ. city) в США, в окрузі Джексон штату Джорджія. Населення — 1692 особи (2020).

## Географія
Пендерграсс розташований за координатами 34°9′44″ пн. ш. 83°41′6″ зх. д. / 34.16222° пн. ш. 83.68500° зх. д. (34.162191, -83.685123).  За даними Бюро перепису населення США в 2010 році місто мало площу 7,89 км², з яких 7,78 км² — суходіл та 0,12 км² — водойми.

## Демографія
Згідно з переписом 2010 року, у місті мешкали 422 особи в 154 домогосподарствах у складі 116 родин. Густота населення становила 53 особи/км².  Було 180 помешкань (23/км²).
Расовий склад населення:
| - 89,8 % — білих - 4,0 % — чорних або афроамериканців - 0,7 % — азіатів - 0,2 % — корінних американців - 1,9 % — осіб інших рас |

До двох чи більше рас належало 3,3 %. Частка іспаномовних становила 3,8 % від усіх жителів.
За віковим діапазоном населення розподілялося таким чином: 26,1 % — особи молодші 18 років, 55,7 % — особи у віці 18—64 років, 18,2 % — особи у віці 65 років та старші. Медіана віку мешканця становила 34,8 року. На 100 осіб жіночої статі у місті припадало 93,6 чоловіків;  на 100 жінок у віці від 18 років та старших — 95,0 чоловіків також старших 18 років.
Середній дохід на одне домашнє господарство  становив 49 073 долари США (медіана — 40 000), а середній дохід на одну сім'ю — 53 601 долар (медіана — 41 875). Медіана доходів становила 34 271 долар для чоловіків та 33 438 доларів для жінок. За межею бідності перебувало 10,8 % осіб, у тому числі 9,8 % дітей у віці до 18 років та 11,1 % осіб у віці 65 років та старших.
Цивільне працевлаштоване населення становило 209 осіб. Основні галузі зайнятості: роздрібна торгівля — 15,3 %, освіта, охорона здоров'я та соціальна допомога — 15,3 %, науковці, спеціалісти, менеджери — 12,4 %, мистецтво, розваги та відпочинок — 11,0 %.